# 11 mai
Pour les articles homonymes, voir Onze-Mai.
11 avril 11 juin
Chronologies thématiques
- Croisades
- Ferroviaires
- Sports
- Disney
- Anarchisme
- Catholicisme

Abréviations / Voir aussi
- (° 1852) = né en 1852
- († 1885) = mort en 1885
- a.s. = calendrier julien
- n.s. = calendrier grégorien
- Calendrier
- Calendrier perpétuel
- Liste de calendriers
- Naissances du jour

Le 11 mai est le 131e jour, moins souvent le 132e, de l'année du calendrier grégorien ; il en reste ensuite 234.
Son équivalent était généralement le 22 floréal du calendrier républicain ou révolutionnaire français, officiellement dénommé jour de la fritillaire (plante à fleurs en forme de cornet à dés).

## Événements

### IVesiècle
- 330 : Byzance est rebaptisée Nova Roma avant d'être finalement désignée sous le nom de Constantinople du nom de l'empereur Constantin Ier et elle devient officiellement la capitale de l'Empire romain avec le 11 mai comme date de la fête anniversaire de la ville (voir ci-après in fine).

### Xesiècle
- 912 : Alexandre est sacré empereur de l'Empire byzantin.

### XIVesiècle
- 1395 : Gian Galeazzo Visconti reçoit le titre de duc de Milan, de Venceslas de Luxembourg, souverain du Saint-Empire romain germanique.

### XVIesiècle
- 1502 : Christophe Colomb entame son quatrième et dernier voyage vers le nouveau monde.
- 1573 : Henri de Valois, le futur roi de France Henri III, est élu roi de Pologne.

### XVIIesiècle
- 1647 : Pieter Stuyvesant arrive à La Nouvelle-Amsterdam (l'actuelle ville de New York), pour remplacer Willem Kieft au poste de directeur de la Nouvelle-Hollande, établissement colonial néerlandais en Amérique.
- 1672 : Louis XIV envahit la Hollande (guerre de Hollande).
- 1678 : les navires français de Jean d'Estrées font naufrage au large de l'île néerlandaise de Curaçao alors qu'ils tentaient de s'en emparer.

### XVIIIesiècle
- 1745 : bataille de Fontenoy durant la guerre de Succession d'Autriche.
- 1792 : Robert Gray est le premier Européen à naviguer sur le fleuve Columbia.
- 1794 : bataille de Courtrai.

### XIXesiècle
- 1809 : fin du siège de Kufstein et bataille de Lofer, lors la rébellion du Tyrol.
- 1812 : le Premier ministre britannique Spencer Perceval est assassiné par John Bellingham dans l'entrée de la Chambre des communes, à Londres.
- 1813 : en Australie, William Lawson, Gregory Blaxland et William Wentworth dirigent une expédition (en) pour franchir les montagnes Bleues, à l'ouest de Sydney. Cette aventure ouvre la voie à l'exploration des terres intérieures d'Australie tout au long du XIXe siècle.
- 1818 :
  - Jean-Baptiste Jules Bernadotte est couronné roi de Suède sous le nom de Charles XIV de Suède.
  - L'Assemblée de l'an XIII approuve la création d'un hymne national en Argentine.
- 1820 : le HMS Beagle part pour un long périple à travers le monde, amenant à son bord Charles Darwin.
- 1824 : les britanniques occupent Rangoon, capitale de la Birmanie[1],[2].
- 1846 : le président américain James K. Polk lance une déclaration de guerre à Mexico - laquelle y répond favorablement - ce qui conduit au commencement de la guerre américano-mexicaine.
- 1849 : après avoir envahi (it) la Toscane, les troupes du général autrichien Constantin d'Aspre prennent la ville (it) de Livourne.
- 1857 : les rebelles indiens arrachent Delhi aux Britanniques (révolte des cipayes).
- 1858 : le Minnesota devient le 32e État des États-Unis.
- 1860 : Garibaldi et les Mille débarquent à Marseille.
- 1862 : le cuirassé CSS Virginia est sabordé, dans la rivière James, au nord-ouest de Norfolk, Virginie (guerre de Sécession).
- 1864 : bataille de Yellow Tavern (guerre de Sécession) ; le général confédéré Jeb Stuart est mortellement blessé.
- 1867 : signature du traité de Londres et indépendance et neutralité du Luxembourg.
- 1868 : promulgation de la loi libérale sur la presse.
- 1880 : tragédie du marécage de Mussel (en), en Californie. Au cours d'un affrontement armé, des policiers agissant sous les ordres de la Southern Pacific Railroad tuent sept habitants qui refusent de céder leurs terres à la compagnie pour la construction d'une voie ferrée.
- 1891 : le tsarévitch Nicolas Alexandrovitch (futur Nicolas II de Russie) reçoit une estocade sur la tête par Tsuda Sanzō, un officier de police japonais (incident d'Ōtsu). Il est secouru par le prince Georges de Grèce et de Danemark.

### XXesiècle
- 1918 : proclamation officielle de la République montagnarde du Nord-Caucase.
- 1940 : début de la bataille de Grebbeberg entre forces néerlandaises et allemandes lors de la bataille des Pays-Bas.
- 1943 : les troupes américaines envahissent l'île d'Attu, dans les Îles Aléoutiennes, dans l'espoir d'en chasser les occupants japonais (Seconde Guerre mondiale).
- 1944 : les Alliés lancent une grande offensive contre les forces de l'Axe tout au long de la ligne Gustave (Seconde Guerre mondiale).
- 1945 :
  - au large d'Okinawa, le porte-avions USS Bunker Hill est attaqué par deux kamikazes, faisant 346 victimes à son bord. Cependant, malgré les importants dégâts subis, le navire parvient à regagner seul la côte américaine (Seconde Guerre mondiale).
  - Saint-Nazaire est la dernière ville d'Europe libérée à la fin de la Seconde Guerre mondiale.
- 1949 :
  - le Siam est rebaptisé pour la seconde fois Thaïlande, nom déjà en usage de 1939 à 1945.
  - Israël intègre les Nations unies.
- 1960 : capture d'Adolf Eichmann par le Mossad à Bancalari, au nord de Buenos Aires, en Argentine.
- 1967 : Andreas Papandreou est arrêté par la milice militaire grecque à Athènes.
- 1972 : essai nucléaire américain sur le site d'essais du Nevada, faisant partie d'un double série d'essais connue les noms d'opération Grommet (en) et d'opération Toggle (en).
- 1973 : accusant le gouvernement d'ingérence, Daniel Ellsberg est condamné pour son implication dans la fuite des Pentagon Papers remises au New York Times.
- 1987 : procès de Klaus Barbie à Lyon.
- 1995 : prorogation à New York du traité sur la non-prolifération des armes nucléaires (TNP), dont 190 pays sont actuellement signataires.

### XXIesiècle
- 2010 : le chef du Parti conservateur britannique David Cameron devient Premier ministre du Royaume-Uni à la suite de la démission de Gordon Brown, cinq jours après la tenue des élections législatives.
- 2012 : début du Concours Eurovision des jeunes musiciens
- 2014 : référendums contestés sur l’indépendance des villes séparatistes de Donetsk et de Louhansk à l'est de l'Ukraine.
- 2020 : début progressif du déconfinement dans toute la France après presque deux mois de confinement motivé par la pandémie de la Covid-19[3].
- 2025 : en Albanie, les élections législatives ont lieu afin d'élire les 140 députés pour un mandat de quatre ans et c'est le Parti socialiste qui remporte la majorité absolue[4].

## Arts, culture et religion
- 868 : Wang Jie réalise une copie du sūtra du Diamant en Chine, traduit du texte original en sanskrit ce qui en fait le plus ancien texte imprimé connu à ce jour[Quand ?].
- 1927 : création de l'Academy of Motion Picture Arts and Sciences à Los Angeles, laquelle institue la première cérémonie des Oscars.
- 1942 : publication de la série de nouvelles Descends, Moïse (Go Down, Moses) de William Faulkner.
- 1950 : première représentation de La Cantatrice chauve d'Eugène Ionesco.
- 2000 : ouverture du Tate Modern museum of Art, par sa majesté la reine Élisabeth II d'Angleterre.

- 2001 : date « officielle » de la fondation de Wikipédia en français selon l'Histoire de Wikipédia en français.
- 2015 : la version dite « O » de la série Les Femmes d'Alger du peintre espagnol Pablo Picasso est acquise pour 179,3 millions de dollars américains lors d'une vente aux enchères, devenant ainsi le tableau le plus cher de l'Histoire.
- 2024 : la Suisse, représentée par Nemo (photo) avec la chanson The Code, remporte le Concours Eurovision de la chanson[5].

## Sciences et techniques
- 1850 : Annibale De Gasparis découvre l'astéroïde Parthénope depuis Naples.
- 1938 : début de la construction du canal Rhin-Main-Danube.
- 1960 : autorisation de mise en vente de la pilule contraceptive aux États-Unis.
- 1987 : le Dr. Bruce Reitz (en), de l'école de médecine de l'université Stanford, réalise la première transplantation cœur-poumon à Baltimore.
- 2005 : découverte astronomique de la plus chaude planète connue à ce jour[Quand ?], la HD 149026 b, dans la constellation d'Hercule[6].
- 2009 : décollage réussi pour la navette spatiale Atlantis (STS-125).
- 2011 : signature de la Convention du Conseil de l'Europe sur la prévention et la lutte contre la violence à l'égard des femmes et la violence domestique.
- 2016 : premier essai sur terrain du moyen de transport futuriste l'Hyperloop dans le désert du Nevada.

## Économie et société
- 1894 : 4 000 travailleurs de la compagnie Pullman lancent un mouvement de grève dans l'Illinois aux États-Unis d'Amérique.
- 1907 : 32 shriners sont tués lorsque leur train de frets déraille à Surf Depot, Lompoc, Californie.
- 1910 : le Congrès des États-Unis approuve la création du parc national de Glacier, dans le Montana.
- 1953 : une tornade (en) classée niveau 5 sur l'échelle de Fujita s'abat sur la ville de Waco (Texas) au Texas, causant la mort de 114 individus.
- 1960 : lancement du paquebot France.
- 1963 : des attentats à la bombe à connotation raciste à Birmingham (Alabama) perturbent la campagne de non-violence qui se déroulait dans la ville et entraînent une crise impliquant les forces fédérales.
- 1970 : une tornade (en) classée niveau 5 sur l'échelle de Fujita s'abat sur la ville de Lubbock au Texas, causant la mort de 26 personnes et des dégâts estimés à 250 millions de dollars.
- 1984 : huit personnes périssent dans les flammes d'un incendie du château hanté du Six Flags Great Adventure.
- 1985 : dans les gradins du Valley Parade (Bradford, Angleterre), un bref incendie se déclare, à la fin d'une rencontre ; 56 spectateurs y laissent la vie, et plus de 200 sont blessés (désastre de Valley Parade).
- 1986 : Jean-Louis Étienne est le premier homme à atteindre le pôle Nord en solitaire (avec assistance).
- 1998 : la première pièce d'un euro battue en France sort des presses de Pessac en Gironde en présence du ministre de l'économie et des finances Dominique Strauss-Kahn[7].
- 2005 : naissance du groupe français de télécommunications Neuf Cegetel, par la fusion-acquisition de Neuf Telecom avec Cegetel.
- 2011 : séisme de magnitude 5.1 à Lorca (Espagne).
- 2016 : des attentats frappent Bagdad en Irak (94 morts et 103 blessés).
- 2021 : en Russie, une fusillade dans une école de Kazan, capitale du Tatarstan, fait plusieurs morts et de nombreux blessés[8].
- 2025 : au Burkina Faso, environ 100 à 200 militaires et civils sont tués lors d'une attaque du Groupe de soutien à l'islam et aux musulmans à Djibo[9].

## Naissances

### Vesiècle
- vers 482 (par couplage possible avec la dédicace de Constantinople en 330 ci-avant/-après) : Justinien (Φλάβιος Πέτρος Σαββάτιος Ἰουστινιανός), futur empereur romain d'Orient / byzantin de 527 à sa mort († 14 / 15 novembre 565).

### XVIIIesiècle
- 1733 : Victoire de France, une des huit filles de Louis XV et Marie Leszczynska († 7 juin 1799).
- 1744 : José Anastácio da Cunha, mathématicien portugais († 1er janvier 1787).
- 1752 : Johann Friedrich Blumenbach, anthropologue et biologiste allemand († 22 janvier 1840).

### XIXesiècle
- 1801 : Henri Labrouste, architecte français († 24 juin 1875).
- 1817 : Fanny Cerrito, danseuse italienne († 6 mai 1909).
- 1824 : Jean-Léon Gérôme, peintre et sculpteur français († 10 janvier 1904).
- 1881 : Theodore von Kármán, physicien hongrois († 6 mai 1963).
- 1885 : King Oliver, cornettiste et compositeur de jazz américain († 10 avril 1938).
- 1888 :
  - Irving Berlin, compositeur américain († 22 septembre 1989).
  - Willis Augustus Lee, tireur sportif et vice-amiral américain, quintuple champion olympique († 29 août 1945).
- 1892 : Margaret Rutherford, actrice britannique († 22 mai 1972).
- 1894 : Martha Graham, danseuse et chorégraphe américaine († 1er avril 1991).
- 1895 :
  - Jacques Brugnon, joueur de tennis français († 20 mars 1978).
  - William Grant Still, compositeur américain († 3 décembre 1978).

### XXesiècle
- 1901 :
  - Rose Ausländer (Rosalie Beatrice Ruth Scherzer dite), poétesse allemande († 3 janvier 1988).
  - Camillo Mastrocinque, scénariste, réalisateur voire acteur italien († 23 avril 1969).
- 1903 : Charlie Gehringer, joueur de baseball américain († 21 janvier 1993).
- 1904 : Salvador Dalí, peintre espagnol († 23 janvier 1989).
- 1905 : Pedro Petrone, footballeur uruguayen, champion du monde et double champion olympique († 13 décembre 1964).
- 1909 : René Bousquet, haut fonctionnaire français († 8 juin 1993).
- 1911 : Mitchell Sharp, homme politique canadien († 19 mars 2004).
- 1914 : Haroun Tazieff, volcanologue et géologue français († 2 février 1998).
- 1916 : Camilo José Cela, écrivain espagnol († 17 janvier 2002).
- 1917 : Georges Hatz, footballeur français († 12 mai 2007).
- 1918 : Richard Feynman, physicien américain, prix Nobel de physique 1965 († 15 février 1988).
- 1920 : Denver Pyle, acteur américain († 25 décembre 1997).
- 1924 : Jean Balladur, architecte français († 15 juin 2002).
- 1926 : Yvonne Furneaux (Yvonne Élisabeth Scatcherd dite), actrice française.
- 1927 : Mort Sahl, acteur américain († 26 octobre 2021).
- 1928 :
  - Marco Ferreri, réalisateur, scénariste et producteur italien († 9 mai 1997).
  - Fernand Lindsay, organiste, enseignant et directeur artistique québécois († 17 mars 2009).
  - Vern Rapp (en), gérant et instructeur américain de baseball († 31 décembre 2015).
- 1930 :
  - Henri Courtine, judoka seul français 10e dan dans sa discipline († 20 février 2021).
  - Edsger Dijkstra, mathématicien et informaticien néerlandais, co-développeur de THE Operating system († 6 août 2002).
- 1933 : Zoran Radmilovic, acteur serbe († 21 juillet 1985).
- 1935 :
  - Kit Lambert, producteur britannique, gérant du groupe The Who († 7 avril 1981).
  - Doug McClure, acteur américain († 5 février 1995).
  - Georges Nivat, historien et traducteur français, spécialiste du monde russe.
- 1936 : Carla Bley, pianiste, organiste et compositrice de jazz américaine.(† 17 octobre 2023).
- 1939 :
  - Milt Pappas (en), joueur de baseball américain († 19 avril 2016).
  - Antoine Rufenacht, homme politique français, maire du Havre de 1995 à 2010 (à ce titre l'un des mentors d'Édouard Philippe), plusieurs fois député de Seine-Maritime, président du conseil régional de Haute-Normandie de 1992 à 1998, et secrétaire d'État dans le gouvernement Barre entre 1976 et 1978 († 5 septembre 2020).
- 1941 : Eric Burdon, chanteur britannique du groupe The Animals.
- 1943 :
  - Les Chadwick (en) (John Leslie Chadwick dit), bassiste anglais du groupe Gerry and the Pacemakers († 26 décembre 2019).
  - Nancy Greene, skieuse alpine canadienne.
- 1944 : Rolf Peterson, kayakiste suédois, champion olympique.
- 1945 : Jean Sarrus, acteur fantaisiste français issu de la troupe des Charlots. († 19 février 2025).
- 1946 : Plume Latraverse (Michel Latraverse dit), auteur-compositeur, interprète et musicien québécois.
- 1947 :
  - Ringo (Guy Bayle dit), chanteur français.
  - Butch Trucks, batteur américain du groupe The Allman Brothers Band († 24 janvier 2017).
  - Don McKenzie, nageur américain, double champion olympique († 3 décembre 2008).
- 1951 :
  - Corinne Lepage, femme politique française.
  - Ed Stelmach, homme politique canadien.
  - Lyn McClements, nageuse australienne, championne olympique.
  - Francis Kerbiriou, athlète français spécialiste du 400 m.
- 1952 : Renaud (Renaud Séchan dit), chanteur français.
- 1953 :
  - Catherine Boursier, femme politique française.
  - Kiti Mánver (María Isabel Ana Mantecón Vernalte dite), actrice espagnole.
- 1955 : Nicole Guedj, avocate et femme politique française, enseignante, militante, ancienne secrétaire d'État, conseillère d'État, vice-présidente du Consistoire israélite de Paris, cofondatrice de l'UPJF.
- 1957 :
  - Marina Mahathir, fille de l'ancien Premier ministre malaisien Mahathir Mohamad et de son épouse Siti Hasmah Mohamad Ali.
  - Fanny Cottençon, actrice française.
  - Jean-François Dérec, humoriste français.
  - Hervé Désarbre, organiste du ministère des armées.
  - Peter Hirschfeld, physicien américain.
- 1958 :
  - Marc Décimo, écrivain, linguiste et historien d'art français.
  - Brice Hortefeux, homme politique français.
  - Isabelle Mergault, actrice et réalisatrice française.
  - Peter Antonie, rameur d'aviron australien, champion olympique.
- 1960 : 
  - Gildor Roy, comédien et chanteur québécois.
  - Jürgen Schult, athlète allemand, champion olympique du lancer du disque.
- 1961 :
  - Dany Dubé, chroniqueur et analyste québécois de hockey sur glace.
  - Auberi Edler, journaliste française de télévision.
- 1962 : Steve Bono (en), joueur américain de football américain.
- 1963 :
  - Natasha Richardson, actrice britannique († 18 mars 2009).
  - Mark Breland, boxeur américain, champion olympique.
- 1964 :
  - Tim Blake Nelson, acteur et réalisateur américain.
  - Bobby Witt (en), joueur de baseball américain.
  - Floyd Youmans, joueur de baseball américain.
- 1966 :
  - Thomas Hugues, journaliste français.
  - Estelle Lefébure, mannequin française.
  - Christoph Schneider, batteur du groupe de heavy metal allemand Rammstein.
- 1967 : Anaïs Jeanneret, actrice et écrivaine française.
- 1970 : Jason Queally, coureur cycliste sur piste britannique, champion olympique.
- 1972 :
  - Hela Cheikhrouhou, haute fonctionnaire tunisienne.
  - Karima Medjeded est une judokate handisport française.
  - Karen Radner, assyriologue autrichienne
- 1974 : Benoît Magimel, acteur français.
- 1975 : Francisco Cordero, joueur de baseball dominicain.
- 1977 :
  - Kazuko Hiyama, pianiste et pianofortiste japonaise.
  - Armel Le Cléac'h, navigateur français.
- 1978 :
  - Laetitia Casta, mannequin et actrice française.
  - Perttu Kivilaakso, violoncelliste finlandais du groupe Apocalyptica.
- 1981 :
  - Adam Hansen, cycliste sur route australien.
  - Marc Hecker, politologue français.
  - Lauren Jackson, basketteuse australienne.
- 1982 :
  - Jonathan Jackson, acteur américain.
  - Cory Monteith, acteur canadien († 13 juillet 2013).
- 1983 :
  - Tjeerd Korf, footballeur néerlandais.
  - Holly Valance, actrice et chanteuse australienne.
- 1984 : Andrés Iniesta, footballeur espagnol.
- 1985 : Juan Palacios, basketteur colombien.
- 1986 :
  - Abou Diaby, footballeur français.
  - Miguel Luis Pinto Veloso, footballeur portugais.
- 1988 :
  - Ace Hood (Antoine McColister dit), rappeur américain.
  - Marcel Kittel, cycliste sur route allemand.
  - Brad Marchand, joueur de hockey sur glace canadien.
- 1989 : Cam Newton, joueur de football américain.
- 1991 : Manuel Perez, footballeur français.
- 1992 :
  - Pierre-Ambroise Bosse, athlète de demi-fond français.
  - Thibaut Courtois, footballeur belge.
  - Bryan Rust, hockeyeur sur glace américain.
- 1993 : 
  - Charles Ollivon, joueur de rugby à XV français.
  - Maximilien Vallot, samboïste et pratiquant de MMA français.
- 1996 : Luc Lombardy, basketteur français.
- 1999 : Sabrina Carpenter, actrice et chanteuse américaine.
- 2000 : Instasamka, rappeuse et influenceuse russe.

## Décès

### IIIesiècle
- 252 : Sun Quan, empereur chinois de la dynastie des Wu occidentaux (° 5 juillet 182).

### Xesiècle
- 912 : Léon VI dit « le Sage », empereur byzantin (° 19 septembre 866).
- 994 : Maïeul, quatrième abbé de Cluny (° vers 910).

### XIVesiècle
- 1304 : Ghazan, khan mongol de Perse (° 5 novembre 1271).

### XVIesiècle
- 1538 : India Catalina autochtone interprète de  Pedro de Heredia dans son expédition autour de Carthagène.

### XVIIesiècle
- 1610 : Matteo Ricci, jésuite italien et sinologue (° 6 octobre 1552).
- 1633 : Catherine de Clèves, comtesse d'Eu, veuve d'Henri Ier de Guise, duc de Guise, et mère de Louis III, cardinal de Guise (° 1548).
- 1696 : Jean de La Bruyère, écrivain français (° 16 août 1645).

### XVIIIesiècle
- 1708 : Jules Hardouin-Mansart, architecte français (° 16 avril 1646).
- 1723 : Jean Galbert de Campistron, dramaturge français (° 3 août 1656).
- 1760 : Alaungpaya, roi de Birmanie de 1752 à sa mort (° 24 septembre 1714).
- 1778 : William Pitt l'Ancien, premier ministre britannique de 1766 à 1768 (° 15 novembre 1708).
- 1795 : Jean Florimond Gougelot, général de la Révolution française (° 20 juin 1743).

### XIXesiècle
- 1801 : Pepe Hillo (José Delgado Guerra dit), matador espagnol (° 11 mars 1754).
- 1812 : Spencer Perceval, premier ministre britannique de 1809 à 1812 (° 1er novembre 1762).
- 1849 : Juliette Récamier, femme de lettres française (° 3 décembre 1777).
- 1857 : Eugène-François Vidocq, policier français (° 24 juillet 1775).
- 1859 : Jean-Baptiste d'Autriche, frère de l'empereur François Ier (° 20 janvier 1782).
- 1863 : Radama II, roi de Madagascar de 1861 à sa mort (° 23 septembre 1829).
- 1871 : John Herschel, scientifique et astronome britannique (° 7 mars 1792).
- 1881 : Henri-Frédéric Amiel, écrivain et philosophe suisse romand (° 27 septembre 1821).
- 1883 : Juliette Drouet, actrice française, maîtresse de Victor Hugo (° 10 avril 1806).
- 1887 : Jean-Baptiste Boussingault, chimiste français (° 1er février 1801).
- 1891 : Alexandre Edmond Becquerel, physicien français (° 24 mars 1820).

### XXesiècle
- 1916 :
  - Max Reger, compositeur allemand (° 19 mars 1873).
  - Karl Schwarzschild, astrophysicien allemand (° 9 octobre 1873).
- 1927 : Juan Gris (José Victoriano Carmelo Carlos González-Pérez dit), peintre espagnol (° 23 mars 1887).
- 1933 : John G. Adolfi, réalisateur américain (° 19 février 1888).
- 1940 : Guy de Larigaudie, scout de France, écrivain, explorateur, conférencier et journaliste français (° 18 janvier 1908).
- 1960 : John Davison Rockefeller Junior, philanthrope américain (° 29 janvier 1874).
- 1963 : Herbert Spencer Gasser, médecin américain, prix Nobel de physiologie ou médecine 1944 (° 5 juillet 1888).
- 1970 : Johnny Hodges, saxophoniste de jazz américain (° 25 juillet 1906).
- 1973 : 
  - Omar Blondin Diop, philosophe et militant révolutionnaire sénégalais (° 18 septembre 1946).
  - Lex Barker, acteur américain (° 8 mai 1919).
- 1976 : Alvar Aalto, architecte finlandais (° 3 février 1898).
- 1979 :
  - Lester Flatt, chanteur et guitariste country américain, un des pionniers de la musique bluegrass (° 19 juin 1914).
  - Barbara Hutton, milliardaire américaine, deuxième épouse de Cary Grant (° 14 novembre 1912).
- 1981 :
  - Odd Hassel, chimiste norvégien, prix Nobel de chimie 1969 (° 17 mai 1897).
  - Bob Marley (Robert Nesta Marley dit), chanteur de reggae et guitariste jamaïcain (° 6 février 1945).
- 1985 : Chester Gould, auteur américain de comic-strip (° 20 novembre 1900).
- 1987 : Emmanuel Vitria, doyen des greffés du cœur français (° 24 janvier 1920).
- 1988 : Kim Philby (Harold Adrian Russel Philby dit), agent double britannique (° 1er janvier 1912).
- 1997 :
  - David Christie, chanteur français (° 1er janvier 1948).
  - Ernie Fields (en), musicien et chef d’orchestre américain (° 28 août 1904).
- 2000 : Paula Wessely, actrice autrichienne (° 11 janvier 1907).

### XXIesiècle
- 2001 : Douglas Adams, écrivain britannique (° 11 mars 1952).
- 2002 :
  - Joseph Bonanno, mafioso italo-américain (° 18 janvier 1905).
  - Renaude Lapointe, journaliste et sénatrice canadienne (° 3 janvier 1912).
  - Bill Peet (William "Bill" Bartlett Peed dit), scénariste américain (° 29 janvier 1915).
- 2003 : Noel Redding, bassiste britannique du groupe Jimi Hendrix Experience (° 25 décembre 1945).
- 2005 : Léo Cadieux, homme politique et diplomate canadien (° 28 mai 1908).
- 2006 :
  - Mony Dalmès, actrice française (° 24 juillet 1914).
  - Floyd Patterson, boxeur américain (° 4 janvier 1935).
- 2007 : Malietoa Tanumafili II, homme d'État samoan, chef d'État des Samoa de 1962 à 2007 (° 4 janvier 1913).
- 2009 : Geoffrey H. Parke-Taylor, professeur canadien de théologie (° 1920).
- 2014 : Ed Gagliardi (en), bassiste américain du groupe Foreigner (° 13 février 1952).
- 2015 : Pierre Daboval, peintre et dessinateur français (° 3 juillet 1918).
- 2016 :
  - Seb Adeniran-Olule, joueur de rugby britannique (° date inconnue).
  - Peter Behrens (de), batteur allemand du groupe Trio (° 4 septembre 1947).
  - Adrian Brine, acteur, metteur en scène, scénariste et réalisateur britannique (° 25 mars 1936).
  - Katherine Dunn, écrivaine américaine (° 24 octobre 1945).
  - François Morellet, artiste français (° 30 avril 1926).
  - Motiur Rahman Nizami, homme politique et criminel de guerre bangladais, chef de la branche bangladaise de Jamaat-e-Islami, mort pendu (° 31 mars 1943).
  - Joe Temperley, saxophoniste écossais du groupe Jazz at Lincoln Center Orchestra (° 20 septembre 1929).
- 2018 : Yvan Mainini, arbitre et dirigeant du basket-ball français, président de la Fédération internationale de basket-ball de 2010 à 2014 (° 26 décembre 1944).
- 2019 :
  - Jean-Claude Brisseau, réalisateur français (° 17 juillet 1944).
  - Mina Mangal, journaliste, militante pour les droits des femmes (° 1992)
  - Peggy Lipton, actrice américaine et ancienne mannequin (° 30 août 1946).
- 2020 : Jerry Stiller, père de Ben Stiller et lui-même comédien américain (° 8 juin 1927).
- 2021 : âgé de 106 années révolues : Norman Lloyd, acteur vétéran de Hollywood (° 8 novembre 1914).
- 2022 : 
  - Shireen Abu Akleh, journaliste américano-palestinienne (° 3 avril 1971).
  - Juan Amat, hockeyeur sur gazon espagnol (° 10 juillet 1946).
  - Sam Basil, homme politique papou-néo-guinéen (° ).
  - Jeroen Brouwers, journaliste, écrivain et essayiste néerlandais (° 30 avril 1940).
  - Henk Groot, footballeur néerlandais (° 22 avril 1938).
  - Claude Peter, basketteur français (° 19 décembre 1947).
  - Randy Weaver, survivaliste et nationaliste américain (° 3 janvier 1948).
- 2023 : 
  - András Adorján, joueur d'échecs hongrois (° 31 mars 1950).
  - Kenneth Anger, auteur, acteur et réalisateur américain (° 3 février 1927).
  - Hodding Carter III, journaliste et homme politique américain (° 7 avril 1935).
  - Stanley Engerman, économiste et historien américain (° 14 mars 1936).
  - Marcel Lagorce, trompettiste français (° 14 juin 1932).
  - Teina Maraeura, homme politique français (° 11 août 1950).
  - Barry Newman, acteur américain (° 7 novembre 1930).
  - Philippe Panerai, architecte et urbaniste français (° 5 septembre 1940).
  - Shaun Pickering, athlète de lancers de poids britannique (° 14 novembre 1961).
  - Jean-Paul Savoie, travailleur social et homme politique canadien (° 9 février 1947).
  - Nicole Tremblay, artiste-peintre, muraliste et verrière canadienne (° 1942).
- 2024 : 
  - Steve Andrascik, hockeyeur sur glace canadien (° 6 novembre 1948).
  - Svetomir Arsić-Basara, sculpteur yougoslave puis serbe (° 15 mai 1928).
  - Susan Backlinie, actrice américaine (° 1er septembre 1946).
  - Joël Beaugendre, homme politique français (° 19 janvier 1950).
  - Terry Blair, tueur en série américain (° 16 septembre 1961).
  - Luc Bürgin, écrivain, publiciste et journaliste suisse (° 19 août 1970).
  - Ron Ellis, hockeyeur sur glace canadien (° 8 janvier 1945).
  - Tito Gotti, chef d’orchestre italien (° 6 juillet 1927).
  - Rudolf Kučera, footballeur international tchécoslovaque puis tchèque (° 23 janvier 1940).
  - Mary Wells Lawrence, femme d'affaires américaine (° 25 mai 1928).
  - Rubén Monasterios, écrivain et critique de théâtre vénézuélien (° 21 janvier 1938).
  - Surjit Patar, poète et écrivain indien (° 14 septembre 1945).
  - Juan María Traverso, pilote automobile argentin (° 28 décembre 1950).
- 2025 :
  - Robert Benton, scénariste et réalisateur américain (° 29 septembre 1932).
  - Viktor Gerachtchenko, économiste, banquier, homme politique soviétique puis russe (° 21 décembre 1937).
  - Wilberforce Mfum, footballeur ghanéen (° 28 août 1936).
  - Leila Negra, chanteuse et actrice allemande (° 20 mars 1930).
  - Paddy O'Toole, homme politique irlandais (° 15 janvier 1938).
  - Sabu, catcheur américain (° 12 décembre 1964).

## Célébrations

### Internationale
- « Journée mondiale des espèces menacées ».

### Nationales
- Canada : « journée nationale autochtone Nisga'a » commémorant un accord signé en 2000 entre le peuple nisga'a et le ministère des Affaires indiennes et du Nord canadien[10].
- Minnesota (États-Unis d'Amérique) : « journée de l'admission dans l'Union »[11].
- Turquie actuelle : « mémoire de la dédicace de Constantinople à l'époque capitale de l'empire romain d'Orient / byzantin »[réf. nécessaire] (fête romaine antique tardive anniversaire de la ville de Constantinople désignée comme nouvelle capitale de l'empire romain à partir de 330 ci-avant par l'empereur Constantin Ier et attribuée à l'anniversaire de naissance de son successeur indirect Justinien vers 482/83 ci-avant également).

### Religieusechrétienne
Date possible pour le lundi de (la) Pentecôte, toujours le lendemain du dimanche homonyme, entre 11 mai et 14 juin (6 juin en 2022),
- deuxième voire premier jour alors des Quatre-Temps d'été, corrélativement ;
- devenu en France une « journée de solidarité avec les personnes âgées », plus nécessairement fériée mais ouvrable, sous un gouvernement Raffarin à la suite de la canicule meurtrière de l'été 2003 sur des personnes des 3e et 4e âges et la controverse qui suivit ;
- dont le week-end coïncide toujours avec le festival littéraire et d'évasion "Étonnants voyageurs" de Saint-Malo, de Bamako au Mali -fut un temps-, et d'autres villes partenaires en-dehors de cette période, au long de l'an[12] voire parfois avec le (lendemain du) palmarès du festival de cinéma international de Cannes sur la Côte d’Azur française (décalé en juillet en 2021, après son annulation en présentielle de 2020 du fait de la pandémie de covid19).

### Saints des Églises chrétiennes du jour

#### Saints catholiques et orthodoxes
Référencés ci-après in fine, :
- Anastase († 251), son épouse Téopiste et leurs compagnons martyrs à Camerino.
- Anthime († 304), prêtre, Fabien, Maxime et Bassien, martyrs à Rome.
- Cyrille et Méthode († IXe siècle), moines - date orientale - fêtés le 14 février en Occident.
- Estelle de Saintes († IIIe siècle), vierge et martyre à Saintes.
- Evelle (it) († 96), martyr à Rome.
- Fabius de Nicomédie († v. 304), martyr.
- Gangolf d'Avallon († 760), lieutenant de Pépin le Bref et martyr.
- Mamert de Vienne († 475), 18e évêque de Vienne, instaurateur des (jours des) rogations, lors des trois jours précédant le jeudi de l'Ascension, entre 27 avril et 3 juin de chaque année.
- Mavile († 212), martyr à Hadrumète.
- Mayeul de Cluny († 994), 4e abbé de Cluny.
- Mocien († 311), prêtre et martyr à Byzance deux ans avant l'édit de Milan en 313 de Constantin Ier de Byzance ci-avant en 330.
- Népotien d'Altino (it) († 396), prêtre et neveu de saint Héliodore d'Altino.
- Possesseur de Verdun († 486), 6e évêque de Verdun.
- Udaut d'Ax († 452), prêtre martyr à Ax-les-Thermes sous Valamir.

#### Saints et bienheureux catholiques
référencés ci-après :
- François De Geronimo († 1716), jésuite à Naples (voir aussi les François et leurs variantes et les Jérôme des 30 septembre).
- Gautier du Dorat († 1070), abbé à l'abbaye de Lesterps.
- Grégoire Celli (en) († 1343), bienheureux religieux italien ermite de saint Augustin à Verucchio.
- Ignace de Laconi († 1781), religieux italien frère mineur capucin.
- Jean Rochester et Jacques Walworth († 1537), religieux chartreux anglais martyrs à York.
- Lucien Galan († 1968), bienheureux prêtre français martyr.
- Matthieu Lê Van Gam († 1847), laïc vietnamien martyr à Saïgon.
- Thomas Khampheuane Inthirath († 1968), bienheureux laïc laotien martyr.
- Zéphirin Namuncurà († 1905), bienheureux religieux mapuche argentin salésien.

#### Saints orthodoxes
aux dates parfois "juliennes" / orientales :
- Alexis de Kiev († ?), moine.
- Argyros de Thessalonique († 1806), martyr.
- Joseph de Kazan († 1672), évêque et martyr.
- Nicodème de Serbie († 1325), évêque.

### Prénoms du jour
Bonne fête aux Estelle et ses variantes : Asteria, Astéria, Astrée, Estel, Estela, Estele, Estella, Estellie, Estelline, Estrela, Estrella, Étoile, Stella, Stereden(n), Steren(n), Sterling, Stélia;
- aux Mamert, le premier saint de glace traditionnel de dictons ci-après (Mamert de Vienne ci-avant).

Et aussi aux :
- Gengoux,
- Maïssa et ses variantes : Maïssane, etc.
- Aux Mayeul et ses variantes Mahé, Mahieu et Maïeul[15] (fête majeure les 21 septembre).
- Aux Tudy et ses variantes également bretonnes : Tudec, Tudeg, Tudi, Tudine, voire Tual et Tugdual, etc. (voir les 9 mai et 2 décembre pour les Tudeg).

## Traditions et superstitions

### Dictons
Début de la période des saints de glace succédant à celle des saints cavaliers, en général néfaste pour l'agriculture et le jardinage mais florissante ès dictons météorologiques empiriques tels que :
- « Attention, le premier des saints de glace, souvent tu en gardes la trace. »[16]
- « Au printemps ramènent l'hiver Pancrace, Servais et Mamert. »[16]
- « Avant la saint Gengoult, où l’on coupe un chardon, il en revient deux. »[réf. nécessaire]
- « Gare qu'il ne gèle à la sainte-Estelle. »[16]
- « Les saints Servais, Pancrace et Mamert, à eux trois, un petit hiver. »[16]
- « Les trois saints au sang de navet, Pancrace, Mamert et Servais, sont bien nommés les saints de glace. »[16]
- « Mai, fais ce qu'il te plaît », mais surtout après lesdits saints de glace voire après les saints-Médard [8 juin] voire -Barnabé [11 juin].
- « Se méfier de saint-Mamert, de saint-Pancrace et saint-Servais, car ils amènent un temps frais, et vous auriez regret amer. »[16]
- « Sème tes haricots à la sainte-Croix [anciennement 4 mai], tu n’en récolteras que pour toi ; sème-les à la saint-Gengoult [ce 11 mai], un t’en donnera beaucoup. Sème-les à la saint-Didier [23 mai], pour un, tu en auras un millier. » (dicton de Bourgogne)[16]
- « S’il pleut à la saint-Gengoult, les porcs n’auront de glands leur saoul. »[16]
- « S’il pleut le jour de la saint Mayeul, les cerises tombent toutes par la queue. »[17]

### Astrologie
Signe du zodiaque : 21e jour du signe astrologique du Taureau.

## Toponymie
Les noms de plusieurs voies, places, sites ou édifices de pays ou de régions francophones contiennent cette date sous différentes graphies en référence à des événements survenus à cette même date : voir Onze-Mai .